# Файзулін Ханіф Шакірович
Ханіф Шакірович Файзулін (1921–1943) — старший лейтенант Робітничо-селянської Червоної Армії, учасник Німецько-радянської війни, Герой Радянського Союзу (1944).

## Біографія
Ханіф Файзулін народився 9 квітня 1921 року в селі Верхні Чебеньки (нині Сакмарський район Оренбурзької області). Закінчив робітфак в Оренбурзі, навчався в учительському інституті. У 1939 році Файзулін був призваний на службу до Робітничо-селянської Червоної Армії. 1941 року він закінчив Куйбишевське піхотне училище. З серпня того ж року — на фронтах Німецько-радянської війни.
До жовтня 1943 року гвардії старший лейтенант Ханіф Файзулін командував ротою 280-го гвардійського стрілецького полку 92-ї гвардійської стрілецької дивізії 37-ї армії Степового фронту. Відзначився під час битви за Дніпро. 17 жовтня 1943 року рота Файзуліна прорвала німецьку оборону та відбила кілька німецьких контратак, звільнивши село Лихівка П'ятихатського району Дніпропетровської області Української РСР. У тих боях Файзулін зазнав смертельного поранення.
Указом Президії Верховної Ради СРСР від 22 лютого 1944 року гвардії старший лейтенант Ханіф Файзулін посмертно був удостоєний високого звання Героя Радянського Союзу. Також посмертно був нагороджений орденом Леніна.